# La vie d'un joueur
La vie d'un joueur è un cortometraggio del 1910 diretto da Lucien Nonguet.